# كريستيان غارسيا
كريستيان غارسيا (بالإسبانية: Cristian Andrés García) (29 أبريل 1988 بسان رافائيل، مندوزا في الأرجنتين - ) هو لاعب كرة قدم أرجنتيني في مركز الهجوم. لعب مع بانفيلد وريال مورسيا وغودوي كروز ونادي أتليتيكو كولون ونادي تينيريفي وكونكورديا كياجنا.

## وصلات خارجية
- كريستيان غارسيا على موقع إي إس بي إن إف سي (الإنجليزية)
- كريستيان غارسيا على موقع قاعدة بيانات كرة القدم.إي يو (الإنجليزية)
- كريستيان غارسيا على موقع Soccerway.com (الإنجليزية)
- كريستيان غارسيا على موقع AS.com (الإسبانية)